# Ornithosuchus
 (décembre 2018).
Si vous disposez d'ouvrages ou d'articles de référence ou si vous connaissez des sites web de qualité traitant du thème abordé ici, merci de compléter l'article en donnant les références utiles à sa vérifiabilité et en les liant à la section « Notes et références ».
Ornithosuchus longidens
Genre
Espèce
Ornithosuchus (ce qui signifie « crocodile oiseau ») est un genre éteint de crurotarsiens ayant vécu au Trias supérieur en Écosse et en Argentine. Initialement, on pensait qu'il était l'ancêtre des dinosaures carnosauriens mais maintenant on sait qu'il est plus étroitement lié aux crocodiliens qu'aux dinosaures même s'il tenait parallèles ses longues pattes arrière.
Une seule espèce est rattachée au genre : Ornithosuchus longidens.

## Description
En dépit de cette relation avec les crocodiles, Ornithosuchus était capable de marcher sur ses pattes arrière, comme de nombreux dinosaures. Cependant, il passait probablement la plupart de son temps à quatre pattes, ne devenant bipède que quand il devait courir vite. Son crâne ressemblait aussi à celui des dinosaures théropodes, mais il a des caractéristiques plus primitives comme la présence de cinq orteils à chaque pied avec de puissantes griffes et une double rangée de plaques blindées le long du dos. Ornithosuchus mesurait environ 4 mètres de longueur.